# Moving Mountains
Moving Mountains – singiel amerykańskiego piosenkarza Ushera. Utwór pochodzi z jego piątego studyjnego albumu Here I Stand.

## Teledysk
Teledysk do piosenki Moving Mountains miał premierę 27 maja 2008 roku w programie Total Request Live w stacji muzycznej MTV.